# Gonam-myeon
Gonam-myeon (koreanska: 고남면) är en socken i Sydkorea.   Den ligger i kommunen Taean-gun och provinsen Södra Chungcheong, i den västra delen av landet, 140 km söder om huvudstaden Seoul. Gonam-myeon utgör den sydligaste delen av ön Anmyeondo.